# Pseudoplumarella thetis
Pseudoplumarella thetis is een zachte koraalsoort uit de familie Primnoidae. De koraalsoort komt uit het geslacht Pseudoplumarella. Pseudoplumarella thetis werd in 1911 voor het eerst wetenschappelijk beschreven door Thomson & Mackinnon. 